# Julija Mal'ceva
Julija Gennad'evna Mal'ceva (in russo Юлия Геннадьевна Мальцева?; 30 novembre 1990) è una discobola russa.

## Palmarès
| Anno | Manifestazione           | Sede      | Evento           | Risultato | Prestazione | Note |
| ---- | ------------------------ | --------- | ---------------- | --------- | ----------- | ---- |
| 2009 | Europei juniores         | Novi Sad  | Lancio del disco | 10ª       | 44,92 m     |      |
| 2014 | Europei                  | Zurigo    | Lancio del disco | 8ª        | 60,40 m     |      |
| 2015 | Universiadi              | Gwangju   | Lancio del disco | Oro       | 59,37 m     |      |
| 2015 | Mondiali                 | Pechino   | Lancio del disco | 25ª (q)   | 57,08 m     |      |
| 2015 | Giochi mondiali militari | Mungyeong | Lancio del disco | Bronzo    | 57,52 m     |      |
| 2018 | Europei                  | Berlino   | Lancio del disco | 25ª (q)   | 53,50 m     |      |

## Altre competizioni internazionali
2014
- 5ª al Zagreb Meeting ( Zagabria), lancio del disco - 56,14 m

2015
- 8ª in Coppa Europa invernale di lanci ( Leiria), lancio del disco - 59,53 m